# Wilfried Bockelmann
Wilfried Bockelmann (9. února 1942 – 27. srpna 2017) byl německý technik a manažer působící v koncernu Volkswagen, v letech 1995 až 2002 šéf technického vývoje ve Škodě Auto. Díky jeho působení zůstal po převzetí Škody Auto koncernem Volkswagen v české pobočce nezávislý technický vývoj. Bockelmann prosadil vývoj typů Fabia a Superb a vývoj a výrobu tříválcových motorů. Měl rovněž zásluhu na zachování a rozvoji závodu v Kvasinách.